# Liste der Erzbischöfe von Santo Domingo
Die folgenden Personen waren Bischöfe und Erzbischöfe von Santo Domingo (Dominikanische Republik):

## Erstes Bistum

### Bischöfe
- Francisco Garcia de Padilla OFM (1511–1515)
- Alejandro Geraldini (Gueraldini) (1516–1523)
- Luis de Figueroa OSH (1523–1526)
- Sebastián Ramírez de Fuenleal (1528–1538)
- Alfonso de Fuenmayor (1538–1546)

### Erzbischöfe
- Alfonso de Fuenmayor (1546–1554)
- Diego de Covarrubias y Leiva (1556–1560) (dann Erzbischof von Ciudad Rodrigo)
- Juan de Salcedo (1562)
- Juan de Arzolaras OSH (1566–1568) (dann Erzbischof der Kanarischen Inseln)
- Francisco Andrés de Carvajal OFM (1570–1577)
- Alfonso López de Avila (1580–1591) (dann Erzbischof von Santafé en Nueva Granada)
- Nicolás de Ramos y Santos OFM (1592–1599)
- Agustín Dávila Padilla OP (1599–1604)
- Domingo Valderrama y Centeno OP (1606–1608) (dann Erzbischof von La Paz)
- Cristóbal Rodriguez y Suarez OP (1608–1612)
- Diego de Contreras OSA (1612–1618)
- Pedro de Solier y Vargas OSA (1619–1620)
- Pedro de Oviedo Falconi OCist (1621–1628) (dann Erzbischof von Quito)
- Fernando de Vera y Zuñiga OSA (1628–1629) (dann Erzbischof von Cuzco)
- Bernardino de Almansa Carrión (1629–1631) (dann Erzbischof von Santafé en Nueva Granada)
- Facundo (Fernando) de la Torre OSB (1632–1640)
- Diego de Guevara y Estrada (1640–1642)
- Maestro Valderas OdeM (1647–1648)
- Francisco de la Cueva Maldonado (1661–1667)
- Juan de Escalante Turcios y Mendoza (1671–1677) (dann Erzbischof von Yucatán)
- Fernando de Carvajal y Ribera OdeM (1686–1700)
- Francisco del Rincón OM (1705–1714) (dann Erzbischof von Caracas)
- Antonio Claudio Alvarez de Quiñones (1717–1725) (dann Erzbischof von Santafé en Nueva Granada)
- Francisco Mendigaño Armendáriz (1726–1728)
- Juan de Galabis OPraem (1729–1738) (auch Erzbischof von Santafé en Nueva Granada)
- Domingo Pantaleón Álvarez de Abreu (1738–1743) (dann Bischof von Tlaxcala)
- Ignacio Padilla Estrada OSA (1743–1753) (dann Erzbischof von Yucatán)
- José Moreno Guriel OSsT (1753–1755)
- Felipe Ruiz de Ausmendi (1757–1766)
- Isidro Rodríguez Lorenzo OSBas (1767–1788)
- Fernando del Portillo y Torres OP (1788–1798) (dann Erzbischof von Santafé en Nueva Granada)

## Zweites Bistum

### Erzbischof
- Pedro Valera y Jiménez (1814–1833)

### Bischöfe
- Tomás de Portes e Infante (1848–1858)
- Antonio Cerezano Camarena (1860–1860)
- Bienvenudo Monzon y Martin (1862–1866) (dann Erzbischof von Granada)
- Leopoldo Angelo Santanchè OFM (1871–1874)
- Rocco Cocchia OFMCap (1874–1883) (dann Erzbischof von Otranto)
- Fernando Arturo de Meriño (1885–1906)
- Adolfo Alejandro Nouel y Boba-Dilla (1906–1935)
- Ricardo Pittini SDB (1935–1953)

### Erzbischöfe
- Ricardo Pittini SDB (1953–1961)
- Octavio Antonio Beras Rojas (1961–1981)
- Nicolás de Jesús López Rodríguez (1981–2016)
- Francisco Ozoria Acosta (seit 2016)